# Le Règne de l'esprit malin
Pour plus de détails, voir Fiche technique et Distribution.
Le Règne de l'esprit malin est un film suisse réalisé par Max Haufler et sorti en 1938.

## Synopsis
Un soir d'été, un étranger arrive à l'improviste dans un hameau des montagnes valaisannes. Il se fait connaitre comme Branchu et devient e nouveau cordonnier du coin. La communauté finit par rapidement par l’intégrer mais progressivement, des événements inexplicables viennent troubler la villageoise.
Peu à peu Branchu, sous les traits du cordonnier, prend la figure du Malin, que certain prennent pour l'Esprit saint et d'autres pour l'esprit maléfique.

## Fiche technique
- Titre : Le Règne de l'esprit malin
- Titre allemand : Friede den Hütten
- Réalisation : Max Haufler
- Scénario : Charles-Ferdinand Vaucher, d'après une œuvre de Charles-Ferdinand Ramuz
- Pays d'origine : Suisse
- Langues : français, allemand
- Format : Noir et blanc - 35 mm
- Genre : Drame
- Date de sortie : 1938

## Distribution
- Walburga Gmür : Adèle Lude
- Heinrich Gretler : Branchu
- Max Haufler : Criblet
- Michel Simon : Luc
- Charles-Ferdinand Vaucher : Jean Lude

## Autour du film
Max Haufler réalise l'année suivante (1939) un autre film adapté - toujours par Charles-Ferdinand Vaucher - d'un roman de Charles-Ferdinand Ramuz, L'Or dans la montagne. À l'exception de Michel Simon, on y retrouve les mêmes interprètes aux côtés de Jean-Louis Barrault et Suzy Prim dans les principaux rôles.